# HERO (プロレス)
HERO（ヒーロー）は、NPO法人バリアフリーエンターテイメントサポートによるイベントの一環で手話の普及活動、障害者と健常者の交流を目的としているバリアフリープロレス団体。

## 特徴
- 聴覚障害者のために手話通訳が立って通訳をしている。
- 聴覚障害者がわかりやすいように完全字幕付きのスクリーン映像を使用している。
- 視覚障害者限定でリングで選手の身体へ触れたり、リングの形を確認する体験コーナーを設けている。
- 視覚障害者向けに無料でラジオを貸し出して実況解説を行っている。
- 車椅子を使用する観客のためにバリアフリーの試合会場で興行を開催している。
- 全試合終了後に試合会場が一体になるよう全員で「1、2、3、HERO」と掛けて、声を出して人差し指を立てた状態で天井に向けて腕をあげる。

## 歴史
- 2010年2月20日、元新日本プロレス練習生という経歴を持つヤミキ（佐藤幹夫）、その息子である佐藤剛由が「DEAF JAPAN PRO-WRESTLING HERO」として新木場1stRINGで旗揚げ戦を開催[1]。ヤミキが聴覚障害を持っていたこともあり、聴覚障害者にプロレスの醍醐味を味わって欲しい意味合いで興されたが、聴覚に限らずバリアフリーを目指す意味で後に「DEAF JAPAN」の文言は外されている[2]。
- 2012年2月18日、ヤミキの同期であったミスター・ポーゴが参戦[3]。
- 2016年11月5日、ヤミキ追悼興行に大仁田厚が参戦[4]。

## タイトル
- WBCタッグ王座

## 所属選手
- 友龍
- ワイルド・ベアー
- 百太聾
- 海和択弥

## 最高顧問
- 米内山明宏

## 歴代所属選手
- 矢神葵
- ブラック・アバロン
- 橋本真他

## 故人
- ヤミキ（佐藤幹夫）（2016年4月8日死去）
- ワイルド・セブン（2019年5月5日死去）

## 大会一覧
| 大会名                                   | 日付           | 会場                     | 開催地         |
| ---------------------------------------- | -------------- | ------------------------ | -------------- |
| HERO：1                                  | 2010年2月20日  | 新木場1stRING            | 東京都江東区   |
| HERO：2                                  | 2010年5月16日  | 新木場1stRING            | 東京都江東区   |
| HERO：3                                  | 2010年10月16日 | 新木場1stRING            | 東京都江東区   |
| HERO：4                                  | 2011年8月13日  | シアター1010ミニシアター | 東京都足立区   |
| HERO：5                                  | 2012年2月18日  | 新木場1stRING            | 東京都江東区   |
| HERO：6                                  | 2012年5月18日  | 新木場1stRING            | 東京都江東区   |
| HERO：7                                  | 2013年2月16日  | 新木場1stRING            | 東京都江東区   |
| HERO：8                                  | 2013年9月16日  | 板橋グリーンホール       | 東京都板橋区   |
| HERO：9                                  | 2014年2月8日   | 新木場1stRING            | 東京都江東区   |
| HERO：10                                 | 2014年7月13日  | 板橋グリーンホール       | 東京都板橋区   |
| HERO：11                                 | 2014年10月13日 | 板橋グリーンホール       | 東京都板橋区   |
| HERO：12                                 | 2015年3月14日  | 新木場1stRING            | 東京都江東区   |
| HERO：13                                 | 2015年8月2日   | 板橋グリーンホール       | 東京都板橋区   |
| HERO：14                                 | 2015年11月1日  | 板橋グリーンホール       | 東京都板橋区   |
| WILD HERO：1                             | 2016年2月22日  | 新木場1stRING            | 東京都江東区   |
| WILD HERO：2 ヤミキ追悼興行              | 2016年11月5日  | 新木場1stRING            | 東京都江東区   |
| HERO：15                                 | 2017年3月20日  | 板橋グリーンホール       | 東京都板橋区   |
| HERO：16                                 | 2017年9月16日  | 高島平区民ホール         | 東京都板橋区   |
| HERO：17                                 | 2018年2月10日  | 高島平区民ホール         | 東京都板橋区   |
| HERO：18                                 | 2018年7月1日   | 両国KFCホール            | 東京都墨田区   |
| HERO：19                                 | 2018年10月8日  | 高島平区民ホール         | 東京都板橋区   |
| WILD HERO FINAL                          | 2018年11月10日 | 新木場1stRING            | 東京都江東区   |
| HERO：20 友龍デビュー10周年記念大会      | 2019年2月23日  | 新木場1stRING            | 東京都江東区   |
| HERO：21 初代WBCタッグトーナメント開幕戦 | 2019年4月13日  | 川崎25Dスタジオ          | 神奈川県川崎市 |
| HERO：22 初代WBCタッグトーナメント準決勝 | 2019年7月15日  | 高島平区民ホール         | 東京都板橋区   |
| HERO：23 初代WBCタッグトーナメント決勝   | 2019年9月28日  | 新木場1stRING            | 東京都江東区   |
| HERO：24                                 | 2019年11月9日  | 川崎25Dスタジオ          | 神奈川県川崎市 |
| HERO：25 旗揚げ10周年記念大会            | 2020年2月23日  | 新木場1stRING            | 東京都江東区   |